# Twigworth
Twigworth est un village du Gloucestershire, en Angleterre.